# Calamotropha josettae
Calamotropha josettae là một loài bướm đêm trong họ Crambidae.